# Charles Leclerc (general)
Charles Victoire Emmanuel Leclerc, född 17 mars 1772 i Pontoise, död 2 november 1802 på Tortuga (av gula febern), var en fransk militär.
Leclerc blev under Toulons belägring bekant med Napoleon Bonaparte, följde honom 1796 till Italien som adjutant och gifte sig 14 juni 1797 med Pauline Bonaparte, hans yngre syster. 1799 deltog Leclerc vid Napoleons sida i Brumairekuppen, blev samma år generallöjtnant och 1801 befälhavare för armén mot Portugal. 1802 fick han befälet över en expedition till Saint-Domingue, där han till en början hade framgång men måste senare dra sig tillbaka till Tortuga, där han avled i gula febern.